# Ludwig Waldmann
Ludwig Waldmann (Fürth, 8 de junho de 1913 — 9 de fevereiro de 1980) foi um físico alemão.
Era especialista em fenômenos dos transporte em gases. Derivou a equação de  Waldmann-Snider.

## Carreira
Waldmann obteve o doutorado na Universidade de Munique em 1938, orientado por Arnold Sommerfeld. Foi assistente de Sommerfeld no Instituto de Física Teórica, de 1937 a 1939. Waldman foi o escriba do curso de óptica de Sommerfeld em 1934, e seu cuidadoso registro das aulas foi a base para o livro de Sommerfeld Optics - Lectures on Theoretical Physics Volume IV.
Após obter o doutorado em 1938, sua carreira abrangeu quatro décadas com muitas publicações (no mínimo 99):
- 1939 – 1943: Instituto de Química Física, Munique
- 1943 – 1954: Sociedade Kaiser Wilhelm e Instituto Max Planck de Química
  - 1943 – 1944: em Berlim
  - 1944 – 1949: em Tailfingen
  - 1949 – 1954: em Mogúncia
- 1954 – 1963: Fellow (membro cientpifico) de Instituto Max Planck, Mogúncia
- 1963 – 1978: Cátedra de física teórica, Universidade de Erlangen-Nuremberg
  - Ano acadêmico 1964/1965: professor visitante, Departmento de Engenharia Química, Universidade de Minnesota
  - 1974: Grupo de Física Molecular, Universidade de Leiden
- 1978: aposentadoria

Durante muitos anos Waldmann foi presidente a seção Termodinâmica e Física Estatística da Deutsche Physikalische Gesellschaft. Foi também membro correspondente da União Internacional de Física Pura e Aplicada e membro da Academia Bávara de Ciências  e Humanidades.